# Referendum o přistoupení Slovenské republiky k Evropské unii
Referendum o přistoupení Slovenské republiky k Evropské unii proběhlo 16. a 17. května 2003. Přes 93,7 % voličů členství podpořilo, SR do EU vstoupila 1. května 2004.
Referendum vyhlásil prezident Rudolf Schuster.

## Výsledky
| Celkem voličů | Neplatných hlasů | Volební účast (%) | Pro (%)          | Proti (%)     |
| ------------- | ---------------- | ----------------- | ---------------- | ------------- |
| 4 174 097     | 27 488           | 2 147 901 (51,5)  | 2,012,870 (93,7) | 135,031 (6,3) |